# Marie (Arkansas)
Marie – miasto w Stanach Zjednoczonych, w stanie Arkansas, w hrabstwie Mississippi.